# Валь-Мазіно
Валь-Мазіно (італ. Val Màsino) — муніципалітет в Італії, у регіоні Ломбардія, провінція Сондріо.
Валь-Мазіно розташований на відстані близько 540 км на північний захід від Рима, 95 км на північ від Мілана, 19 км на захід від Сондріо.
Населення — 910 осіб (2014).

## Демографія
Населення за роками:

Станом на 1 січня 2023 року в муніципалітеті офіційно проживало 18 іноземців з 11 країн, серед них 4 громадяни країн Євросоюзу.

## Сусідні муніципалітети
- Арденно
- Бондо
- Бульйо-ін-Монте
- К'єза-ін-Вальмаленко
- Чиво
- Новате-Меццола
- Стампа
- Вікозопрано